# Хощно (гмина)
Хощно (пол. Choszczno) — гмина (волость) в Польше, входит как административная единица в Хощненский повет, Западно-Поморское воеводство. Население — 22 320 человек (на 2005 год).